# Бланш, Август Теодор
Август Теодор Бланш (швед. August Blanche; 1811—1868) — шведский писатель, драматург, журналист и государственный деятель.

## Биография
Изучал в Упсале право (1838). Писать начал в 1838 году. Первый шведский комедиограф. Творчески использовал в своих работах сюжеты других авторов: в комедии «Странствующая труппа» — из «Комического романа» П. Скаррона. Был членом шведского парламента (1859—1966).

## Пьесы
- «Ненавидящий шарманку» (1843)
- «Богатый дядя» (1845)
- «Магистр Блекстадиус» (1844)
- «Подкидыш» (1847)
- «Странствующая труппа» (1848)